# Harry Reynolds (montatore)
Harry Reynolds,   (Fresno, 4 aprile 1901 – Hollywood, 22 dicembre 1971), è stato un montatore statunitense che iniziò la sua attività all'epoca del cinema muto, nel 1925, come assistente al montaggio nel kolossal Ben-Hur: A Tale of the Christ.
Alla MGM lavorò spesso accanto a Tod Browning, in alcuni dei capolavori del fantastico del grande regista. Negli anni cinquanta, passò a lavorare per la televisione per cui lavorò fino ai primi anni sessanta.

## Filmografia

### Cinema
- Lo sconosciuto (The Unknown'), regia di Tod Browning (1927)
- Il fantasma del castello (London After Midnight), regia di Tod Browning (1927)
- La grande città (The Big City), regia di Tod Browning (1928)
- Lo specchio dell'amore (Beau Broadway ), regia di Malcolm St. Clair (1928)
- Quattro mura (Four Walls) regia di William Nigh (1928)
- La serpe di Zanzibar (West of Zanzibar), regia di Tod Browning (1928)
- Notti nel deserto (Desert Nights), regia di William Nigh (1929)
- Vendetta d'oriente (Where East Is East), regia di Tod Browning (1929)
- The Girl in the Show, regia di Edgar Selwyn (1929)
- The Thirteenth Chair, regia di Tod Browning (1929)
- Ritorna il sole (Their Own Desire), regia di E. Mason Hopper (1929)
- Il vampiro del mare (The Sea Bat), regia di, non accreditati, Wesley Ruggles, Lionel Barrymore (1930)
- La banda dei fantasmi (Remote Control), regia di Nick Grinde, Edward Sedgwick e Malcolm St. Clair (1930)
- The Bachelor Father , regia di Robert Z. Leonard (1931)
- Manhattan Tower, regia di Frank Strayer (1932)
- Love on a Budget, regia di Herbert I. Leeds (1938)
- Island in the Sky, regia di Herbert I. Leeds (1938)
- Safety in Numbers, regia di Malcolm St. Clair (1938)
- Down on the Farm, regia di Malcolm St. Clair (1938)
- Pardon Our Nerve, regia di H. Bruce Humberstone (1939)
- Mr. Moto in Danger Island , regia di Herbert I. Leeds (1939)
- Quick Millions, regia di Malcolm St. Clair (1939)
- Charlie Chan e la città al buio (City in Darkness), regia di Herbert I. Leeds (1939)
- High School, regia di George Nichols Jr. (1940)
- Young as You Feel, regia di Malcolm St. Clair (1940)
- Charlie Chan e la crociera maledetta (Charlie Chan's Murder Cruise), regia di Eugene Forde (1940)
- The Gay Caballero, regia di Otto Brower (1940)
- Murder Among Friends, regia di Ray McCarey (1941)
- Charlie Chan e i morti che parlano (Dead Men Tell), regia di Harry Lachman (1941)
- The Cowboy and the Blonde, regia di Ray McCarey (1941)
- Accent on Love, regia di Ray McCarey (1941)
- Little Tokyo, U.S.A., regia di Otto Brower (1942)
- The Undying Monster, regia di John Brahm (1942)
- Roger Touhy, Gangster, regia di Robert Florey (1944)
- Take It or Leave It, regia di Benjamin Stoloff (1944)
- Nelle tenebre della metropoli (Hangover Square), regia di John Brahm (1945)
- Gli ammutinati di Sing Sing (Within These Walls), regia di H. Bruce Humberstone (1945)
- Un angelo è caduto (Fallen Angel), regia di Otto Preminger (1945)
- Bellezze rivali  (Centennial Summer), regia di Otto Preminger (1946)
- La moneta insanguinata (The Brasher Doubloon), regia di John Brahm (1947)
- Too Many Winners, regia di William Beaudine (1947)
- Killer at Large, regia di William Beaudine (1947)
- Gas House Kids Go West, regia di William Beaudine (1947)
- Gianni e Pinotto contro i gangsters (The Noose Hangs High), regia di Charles Barton (1948)
- Fingerprints Don't Lie, regia di Samuel Newfield (1951)
- Danger Zone, regia di William Berke (1951)
- Roaring City, regia di William Berke (1951)
- Pier 23, regia di William Berke (1951)

### Televisione
- Lassie
- Indirizzo permanente (77 Sunset Strip)